# 天主教蓬圖瓦茲教區
天主教蓬圖瓦茲教區（拉丁語：Dioecesis Pontisarensis）是法國一個羅馬天主教教區，屬巴黎總教區。
教區成立於1966年10月9日，位於瓦勒德瓦茲省，2004年有教友829,000人（佔轄區總人口75.1%）、194個堂區、164司鐸。現任教區主教為達尼老·拉蘭內。